# Martin Petrovič Spanberg
Martin Petrovič Spanberg (zemřel 1761) byl ruský mořeplavec a objevitel dánského původu.
V letech 1725 - 1730 se účastnil první kamčatské výpravy Vituse Beringa na lodi Sv. Gabriel. Při druhé kamčatské výpravě v letech 1733 - 1743 vedl oddíl prozkoumávající Kurilské ostrovy. Po Beringově smrti převzal vedení expedice.